# Svartholmen (söder om Vessölandet, Borgå)
Svartholmen är en ö i Finland. Den ligger i Finska viken och i kommunen Borgå i den ekonomiska regionen  Borgå i landskapet Nyland, i den södra delen av landet. Ön ligger omkring 44 kilometer öster om Helsingfors.
Öns area är 4,6 hektar och dess största längd är 350 meter i öst-västlig riktning. Ön höjer sig omkring 20 meter över havsytan.